# Tyle jest miast
Tyle jest miast (również Piosenka o Lwowie) – polska piosenka napisana w roku 1926 i opiewająca Lwów. Muzykę do utworu skomponował Nacio Herb Brown, słowa napisał Marian Hemar specjalnie dla Zofii Terné, która też pierwotnie ją wykonywała. W późniejszych czasach utwór był interpretowany także przez innych artystów, między innymi Mariana Opanię, Edytę Geppert, Michała Bajora czy ukraiński zespół Tercja Pikardyjska. Ten ostatni wykonuje piosenkę w języku polskim oraz ukraińskim.
| Pierwsza zwrotka po polsku Serce się z dala trudzi Szuka cię w dali znów O miasto beztroskich ludzi Rozśpiewanych dźwięczących słów To przecie ta Piosenka twa Jeśli kochać się To we Lwowie Wszędzie jest dosyć Wiosennej okazji Do uśmiechu, do łez Do bezsennej fantazji Tyle jest gwiazd Tyle jest miast Niech ta piosnka ci o tym opowie Idź w świat gdzie chcesz Rób co umiesz, jak wiesz Lecz jak kochać się To we Lwowie | Pierwsza zwrotka po ukraińsku Серце стискає в грудях В пошуках твоїх снів. Про місто людей веселих, І співучих, і добрих слів. В ратуші леви камінні Варту при брамі несуть, Знають вони, що незмінні Юні мрії, і цвіт бузку. З дивних садів чути цей спів. Хочеш юності - їдь до Львова! Тут ти знайдеш так багато оказій До втіхи, до ласк, до безмежних фантазій! Стільки є міст, як в небі звізд - Я згадаю цю пісню до слова. Світом блукай, свою долю шукай. Хочеш юності - їдь до Львова! переклад Л.Козак |